# Liste von Referenden in den Ländern Europas

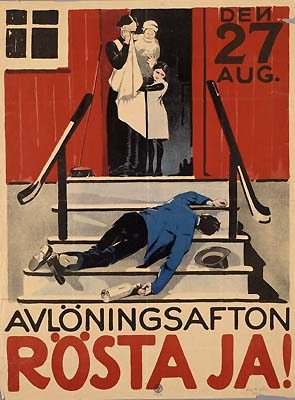
Plakat zum schwedischen Referendum über das Alkoholverbot, 1922

Diese Liste führt die Referenden (Volksabstimmungen, Volksentscheide) auf, die in den Ländern Europas stattgefunden haben.
Nicht aufgelistet werden:
- Referenden in Italien (seit 1974), der Schweiz und in Liechtenstein, da die Volksgesetzgebung in diesen Ländern einen besonderen Stellenwert hat und Referenden weit überdurchschnittlich häufig vorkommen – für zwei dieser Länder siehe:
  - Italien: Liste italienischer Volksabstimmungen
  - Schweiz: Liste der eidgenössischen Volksabstimmungen
- Referenden unterhalb der nationalen Ebene
- Referenden in der Türkei (siehe Volksabstimmung in der Türkei)
- Referenden unter nichtdemokratischen Umständen, beispielsweise in Österreich 1938 über den Anschluss oder 1971 über die neue Verfassung in Bulgarien

Um ähnliche Abstimmungsthemen durch die Sortierung besser wiederfinden zu können, sollen die Themen möglichst mit folgenden Stichwörtern eingeleitet sein: Europa, Gesellschaftspolitik, Staatseinrichtung, Territorium, Verfassung, Wirtschaft und Finanzen, Unabhängigkeit.
Die Angaben betreffen jeweils die Zahlen für den gesamten oder größeren Wahlkörper, beispielsweise für Frankreich einschließlich der überseeischen Gebiete.
| Datum                              | Staat                   | Thema | Berechtigte | Beteiligung/% | Ja/%                     | Nein/%                  | Bemerkungen |
| ---------------------------------- | ----------------------- | --- | ----------- | ------------- | ------------------------ | ----------------------- | --- |
| 7. Nov. 1994                       | Albanien                | Verfassung: Annahme des Verfassungsentwurfes vom 6. Oktober 1994 | 1.800.000   | 84,4          | 41,7                     |                         | |
| 29. Juni 1997                      | Albanien                | Staatseinrichtung: Wiederherstellung der Monarchie | 1.947.235   |               | 33,4                     | 66,7                    | |
| 22. Nov. 1998                      | Albanien                | Verfassung: Annahme einer neuen Verfassung | 1.914.859   | 50,6          | 93,5                     | 6,5                     | |
| 14. März 1993                      | Andorra                 | Verfassung: Verfassungsentwurf | 9.323       | 76,0          | 74,2                     | 25,8                    | Entwurf wurde angenommen, die Verfassung trat im Jahr darauf in Kraft                                                                           |
| 12. März 1950                      | Belgien                 | Staatseinrichtung: Beibehaltung des bisherigen Königs, Leopold III. |             |               | 57,7                     |                         | Flandern: 72,2 Prozent, Wallonien: 40,2 Prozent. Leopold, dem man Zusammenarbeit mit den deutschen Besatzern vorgeworfen hatte, dankte ab.      |
| 29. Feb. 1992, 1. März 1992        | Bosnien und Herzegowina | Unabhängigkeit | 3.253.847   | 63,7          | 99,7                     | 0,3                     | |
| 14. Dez. 1916                      | Dänemark                | Territorium: Verkauf der dänisch-westindischen Inseln an die USA | 1.200.000   | 37,4          | 64,2                     | 35,8                    | |
| 6. Sep. 1920                       | Dänemark                | Verfassung: Verfassungszusätze nach der Volksabstimmung in Schleswig | 1.291.745   | 49,6          | 96,9                     | 3,1                     | |
| 23. Mai 1939                       | Dänemark                | Verfassung: Verfassungszusätze | 2.173.420   | 48,9          | 91,9                     | 8,1                     | Abgelehnt, da die Zahl der Ja-Stimmen nur 44,5 Prozent (und damit weniger als 45 Prozent) aller Wahlberechtigter ausmachte.                     |
| 28. Mai 1953                       | Dänemark                | Verfassung: Verfassungszusätze unter anderem für eine Abschaffung des Landsting (Oberhaus)                                                                                        | 2.585.800   | 59,1          | 78,8                     | 21,2                    | |
| 28. Mai 1953                       | Dänemark                | Staatseinrichtung: Änderung des Wahlalters | 2.815.100   | 57,1          | 54,6                     | 45,4                    | Ja-Stimmen hier für das Wahlalter von 23 Jahren, Nein-Stimmen für 21 Jahre                                                                      |
| 30. Mai 1961                       | Dänemark                | Staatseinrichtung: Senkung des Wahlalters von 23 auf 21 Jahre | 2.880.337   | 37,3          | 55,0                     | 45,0                    | |
| 25. Juni 1963                      | Dänemark                | Wirtschaft und Finanzen: Erwerb von Farmland | 3.043.170   | 73,0          | 38,4                     | 61,6                    | |
| 25. Juni 1963                      | Dänemark                | Wirtschaft und Finanzen: Gesetz über kleine Landwirte, statshusmandslov | 3.043.170   | 73,0          | 38,6                     | 61,4                    | |
| 25. Juni 1963                      | Dänemark                | Wirtschaft und Finanzen: kommunal forkøbsret | 3.043.170   | 73,0          | 39,6                     | 60,4                    | |
| 25. Juni 1963                      | Dänemark                | Wirtschaft und Finanzen: naturfredning | 3.043.170   | 73,0          | 42,6                     | 57,4                    | |
| 24. Juni 1969                      | Dänemark                | Staatseinrichtung: Senkung des Wahlalters von 21 auf 18 Jahre | 3.309.551   | 63,6          | 21,4                     | 78,6                    | |
| 21. Sep. 1971                      | Dänemark                | Staatseinrichtung: Senkung des Wahlalters von 21 auf 20 Jahre | 3.378.087   | 86,2          | 56,5                     | 43,5                    | |
| 2. Okt. 1972                       | Dänemark                | Europa: EWG-Beitritt | 3.453.763   | 90,1          | 63,3                     | 36,7                    | Zustimmung zum EWG-Beitritt. Der Beitritt erfolgte im Jahr darauf, zusammen mit Großbritannien und Irland.                                      |
| 19. Sep. 1978                      | Dänemark                | Staatseinrichtung: Senkung des Wahlalters von 20 auf 18 Jahre | 3.615.158   | 63,2          | 53,8                     | 46,2                    | |
| 27. Feb. 1986                      | Dänemark                | Europa: Annahme der Einheitlichen Europäischen Akte | 3.883.429   | 75,4          | 56,2                     | 43,8                    | |
| 2. Juni 1992                       | Dänemark                | Europa: Annahme des Vertrags von Maastricht | 3.962.005   | 83,1          | 49,3                     | 50,7                    | abgelehnt |
| 18. Mai 1993                       | Dänemark                | Europa: Annahme des Vertrags von Maastricht, ergänzt um das Edinburgher Abkommen                                                                                                  | 3.974.672   | 86,5          | 56,7                     | 43,3                    | |
| 28. Mai 1998                       | Dänemark                | Europa: Annahme des Vertrages von Amsterdam | 3.996.333   | 76,2          | 55,1                     | 44,9                    | |
| 28. Sep. 2000                      | Dänemark                | Europa: Einführung des Euro | 3.999.325   | 87,6          | 46,8                     | 53,2                    | Einführung des Euro abgelehnt |
| 7. Juni 2009                       | Dänemark                | Staatseinrichtung: Änderung der Thronfolgeregelung | 4.042.185   | 59,4          | 85,4                     | 14,6                    | |
| 1. Juni 2022                       | Dänemark                | Verfassung: Aufhebung des Verteidigungsvorbehalts | 4.260.944   | 65,8          | 66,9                     | 33,1                    | Zustimmung zur Aufhebung des sogenannten Verteidigungsvorbehalts, einer dänischen Opt-out-Bestimmung im Vertrag von Maastricht                  |
| 20. Juni 1926                      | Deutsches Reich         | Wirtschaft und Finanzen: Fürstenenteignung | 39.707.919  | 39,3          | 96,1                     | 3,9                     | Abgelehnt, da die Zahl der Ja-Stimmen nicht der absoluten Mehrheit der Wahlberechtigten entsprach.                                              |
| 22. Dez. 1929                      | Deutsches Reich         | Außenpolitik: Volksentscheid gegen den Young-Plan | 42.323.473  | 14,9          | 94,5                     | 5,5                     | Abgelehnt, da die Zahl der Ja-Stimmen nicht der absoluten Mehrheit der Wahlberechtigten entsprach.                                              |
| 17. Feb. 1923 bis 19. Februar 1923 | Estland                 | Gesellschaftspolitik: Ob an öffentlichen Schulen wieder Religion unterrichtet werden soll                                                                                         | 685.730     | 66,2          | 71,9                     | 28,1                    | |
| 13.–15. Aug. 1932                  | Estland                 | Verfassung: Annahme des Verfassungsentwurfs des Parlaments | 765.002     | 90,5          | 49,2                     | 50,8                    | |
| 10. Juni 1933 bis 12. Juni 1933    | Estland                 | Verfassung: Annahme des Verfassungsentwurfs des Parlaments | 749.461     | 66,5          | 32,7                     | 67,3                    | |
| 14. Juni 1933 bis 16. Oktober 1933 | Estland                 | Verfassung: Annahme des Verfassungsentwurfs der Veteranenbewegung des Unabhängigkeitskrieges                                                                                      | 739.416     | 77,9          | 72,7                     | 27,3                    | |
| 23. Feb. 1936 bis 25. Februar 1936 | Estland                 | Verfassung: Über die Einberufung der Nationalversammlung und Grundzüge der Verfassung, vorgeschlagen von Konstantin Päts                                                          | 759.338     | 82,9          | 76,1                     | 23,9                    | |
| 3. März 1991                       | Estland                 | Unabhängigkeit | 1.444.309   | 82,9          | 78,4                     | 21,6                    | |
| 28. Juni 1992                      | Estland                 | Verfassung: Annahme des Verfassungsentwurfs der Nationalversammlung | 669.080     | 66,8          | 91,9                     | 8,1                     | Erste Frage |
| 28. Juni 1992                      | Estland                 | Staatseinrichtung: Über die Ausweitung des Wahlrechts auf diejenigen, die die Staatsangehörigkeit beantragen (etwa 300.000 Personen)                                              | 669.080     | 66,7          | 46,5                     | 53,5                    | Zweite Frage |
| 14. Sep. 2003                      | Estland                 | Europa: EU-Beitritt | 867.714     | 64,1          | 66,8                     | 33,2                    | Zustimmung zum EU-Beitritt |
| 29. Dez. 1931, 30. Dez. 1931       | Finnland                | Gesellschaftspolitik: Aufrechterhaltung der Alkohol-Prohibition von 1919 | 1.752.315   | 44,4          | 28,0 / 1,4 / 70,5        |                         | Zahlen für vollständige Prohibition, teilweise Prohibition oder vollständige Abschaffung                                                        |
| 16. Okt. 1994                      | Finnland                | Europa: EU-Beitritt | 4.042.606   | 70,8          | 56,9                     | 43,1                    | Zustimmung zum EU-Beitritt. Der Beitritt erfolge ein Jahr darauf, zusammen mit Schweden und Österreich.                                         |
| 20. Dez. 1851, 21. Dez. 1851       | Frankreich              | Verfassung: Erhalt der Autorität von Napoleon III. und die Annahme des Verfassungsentwurfs vom 2. Dezember 1851                                                                   | 10.000.000  | 81,7          | 92,0                     | 8,0                     | |
| 21. Nov. 1852, 22. Nov. 1852       | Frankreich              | Staatseinrichtung: Wiederherstellung des Empire in der Person Bonapartes und seiner Familie                                                                                       | 10.203.458  | 79,8          | 96,9                     | 3,1                     | |
| 8. Mai 1870                        | Frankreich              | Verfassung: Zustimmung zu den liberalen Verfassungsreformen | 11.000.000  | 81,8          | 82,7                     | 17,3                    | |
| 21. Okt. 1945                      | Frankreich              | Verfassung: Ob die zu wählende Nationalversammlung eine verfassungsgebende sein soll                                                                                              | 25.744.992  | 79,1          | 96,4                     | 3,6                     | Erste Frage |
| 21. Okt. 1945                      | Frankreich              | Verfassung: Ob bis zur Annahme der Verfassung die Verwaltung nach dem Gesetzentwurf auf der Rückseite des Wahlzettels organisiert sein soll                                       | 25.744.992  | 79,1          | 66,5                     | 33,5                    | Zweite Frage |
| 5. Mai 1946                        | Frankreich              | Verfassung: Annahme des Verfassungsentwurfs vom 21. Oktober 1945 | 25.829.425  | 79,6          | 49,7                     | 55,6                    | |
| 13. Okt. 1946                      | Frankreich              | Verfassung: Annahme des Verfassungsentwurfs vom 2. Juni 1946 | 26.311.643  | 67,6          | 53,2                     | 46,8                    | |
| 28. Sep. 1958                      | Frankreich              | Verfassung: Über die Annahme des Verfassungsentwurfs | 47.249.142  | 79,8          | 82,6                     | 17,4                    | |
| 8. Jan. 1961                       | Frankreich              | Territorium: Selbstbestimmung Algeriens | 32.520.233  | 92,2          | 75,0                     | 25,0                    | Zahlen für Algerien allein: 4.470.215 Stimmberechtigte, Teilnahme 58,7 Prozent, Ja 69,5 Prozent, Nein 30,5 Prozent                              |
| 8. Apr. 1962                       | Frankreich              | Territorium: Accords d’Evian | 27.582.072  | 75,3          | 90,8                     | 9,2                     | |
| 28. Okt. 1962                      | Frankreich              | Verfassung: Direktwahl des Präsidenten | 28.185.478  | 77,0          | 62,3                     | 37,7                    | |
| 27. Apr. 1969                      | Frankreich              | Staatseinrichtung: Regional- und Senatsreform | 29.392.390  | 80,1          | 47,6                     | 52,4                    | Die mehrheitliche Ablehnung war der äußere Anlass für den Rücktritt von Charles de Gaulle vom Amt des Staatspräsidenten                         |
| 23. Apr. 1972                      | Frankreich              | Europa: „Norderweiterung“ der EWG | 29.820.464  | 60,2          | 68,3                     | 31,7                    | Mehrheitliche Zustimmung zum geplanten EWG-Beitritt des Vereinigten Königreichs, Irlands, Dänemarks und Norwegens                               |
| 6. Nov. 1988                       | Frankreich              | Territorium: Status von Neukaledonien | 37.087.104  | 71,1          | 50,8                     | 49,2                    | Annahme des so genannten Abkommens von Matignon.                                                                                                |
| 20. Sep. 1992                      | Frankreich              | Europa: Annahme des Vertrages von Maastricht | 38.305.534  | 69,7          | 51,0                     | 49,0                    | |
| 24. Sep. 2000                      | Frankreich              | Staatseinrichtung: Verkürzung der Amtszeit des Präsidenten von sieben auf fünf Jahre                                                                                              | 39.941.192  | 30,2          | 73,2                     | 26,8                    | |
| 29. Mai 2005                       | Frankreich              | Europa: Abstimmung über die Annahme des Vertrags für eine Verfassung Europas | 41.789.202  | 69,4          | 45,3                     | 54,7                    | Mehrheitliche Ablehnung des Verfassungsentwurfs                                                                                                 |
| 22. Nov. 1920                      | Griechenland            | Staatseinrichtung: Über die Rückkehr von König Konstantins I. |             |               | 99,0                     | 1,0                     | Zahl der abgegebenen Stimmen: 1.012.337, davon gültig 99,8 Prozent                                                                              |
| 13. Apr. 1924                      | Griechenland            | Staatseinrichtung: Ob Griechenland eine Republik sein soll (Ja), oder eine „königliche Demokratie“                                                                                |             |               | 70,0                     | 30,0                    | Zahl der abgegebenen Stimmen: 1.084.085, davon gültig 100,0 Prozent                                                                             |
| 3. Nov. 1935                       | Griechenland            | Staatseinrichtung: Ob Griechenland eine „königliche Demokratie“ sein soll (Ja), oder eine Republik                                                                                |             |               | 97,9                     | 2,1                     | Zahl der abgegebenen Stimmen: 1.527.714, davon gültig 99,8 Prozent                                                                              |
| 1. Sep. 1946                       | Griechenland            | Staatseinrichtung: Ob Griechenland eine Monarchie unter König Georgios II. sein soll                                                                                              | 1.921.725   | 86,6          | 68,4                     | 31,6                    | |
| 8. Dez. 1974                       | Griechenland            | Staatseinrichtung: Ob Griechenland eine Republik sein soll (Ja), oder eine „königliche Demokratie“                                                                                | 6.244.539   | 75,6          | 69,2                     | 30,8                    | Abschaffung des Monarchie in Griechenland infolge des Referendums                                                                               |
| 5. Juli 2015                       | Griechenland            | Europa: Euro-Referendum (ob Griechenland die Bedingungen seiner Kreditgeber in der Eurozone erfüllen soll)                                                                        | 9.858.508   | 62,50         | 38,69                    | 61,31                   | Ablehnung der Vorschläge der Kreditgeber in allen Landesteilen                                                                                  |
| 5. Juni 1975                       | Vereinigtes Königreich  | Europa: Bestätigung der EG-Mitgliedschaft | 40.084.954  | 64,6          | 67,2                     | 32,8                    | Eine Mehrheit der Abstimmenden stimmte dem bereits 1973 erfolgten Beitritt zur EWG zu.                                                          |
| 29. Mai 2011                       | Vereinigtes Königreich  | Verfassung: Änderung des Wahlsystems | 45.684.501  | 42,2          | 32,1                     | 67,9                    | Die Einführung des Instant-Runoff-Voting wurde abgelehnt                                                                                        |
| 23. Juni 2016                      | Vereinigtes Königreich  | Europa: Referendum über die weitere EU-Mitgliedschaft | 46.499.537  | 72,2          | 48,11                    | 51,89                   | Mehrheitliches Votum für den EU-Austritt. |
| 1. Juli 1937                       | Irischer Freistaat      | Verfassung: Annahme des Verfassungsentwurfs | 1.775.055   | 75,8          | 56,5                     | 43,5                    | |
| 17. Juni 1959                      | Irland                  | Staatseinrichtung: Reform des Wahlsystems, von Verhältniswahl mit STV zu Einerwahlkreisen                                                                                         | 1.678.450   | 58,4          | 48,2                     | 51,8                    | |
| 16. Okt. 1968                      | Irland                  | Staatseinrichtung: Reform des Wahlsystems, Erlaubnis einer größeren Abweichung der Wahlkreise vom Durchschnitt                                                                    | 1.717.389   | 65,8          | 39,2                     | 60,8                    | |
| 16. Okt. 1968                      | Irland                  | Staatseinrichtung: Reform des Wahlsystems, von Verhältniswahl mit STV zu Einerwahlkreisen                                                                                         | 1.717.389   | 65,8          | 39,2                     | 60,8                    | |
| 10. Mai 1972                       | Irland                  | Europa: EG-Beitritt | 1.783.604   | 70,9          | 83,1                     | 16,9                    | Mehrheitliche Zustimmung. Der Beitritt Irlands erfolgte am 1. Januar 1973.                                                                      |
| 7. Dez. 1972                       | Irland                  | Staatseinrichtung: Senkung des Wahlalters von 21 auf 18 Jahre | 1.783.604   | 50,7          | 84,6                     | 15,4                    | |
| 7. Dez. 1972                       | Irland                  | Staatseinrichtung: Beseitigung der besonderen Position der katholischen Kirche aus der Verfassung                                                                                 | 1.783.604   | 50,7          | 84,4                     | 15,6                    | |
| 5. Juli 1979                       | Irland                  | Gesellschaftspolitik: Schutz des Adoptionssystems | 2.179.466   | 28,6          | 99,0                     | 1,0                     | |
| 5. Juli 1979                       | Irland                  | Staatseinrichtung: Änderung der Vertretung von Universitäten im Senat | 2.179.466   | 28,6          | 92,4                     | 7,6                     | |
| 7. Sep. 1983                       | Irland                  | Gesellschaftspolitik: Lebensrecht des ungeborenen Lebens, mit gleichzeitigem, gleichem Recht der Mutter auf Leben                                                                 | 2.358.651   | 53,7          | 66,9                     | 33,1                    | |
| 14. Juni 1984                      | Irland                  | Staatseinrichtung: Erlaubnis an das Parlament, Nichtstaatsbürgern das Wahlrecht zu verleihen                                                                                      | 2.399.257   | 47,5          | 75,4                     | 24,6                    | |
| 26. Juni 1986                      | Irland                  | Gesellschaftspolitik: Legalisierung der Ehescheidung | 2.436.836   | 60,8          | 36,5                     | 63,5                    | |
| 26. Mai 1987                       | Irland                  | Europa: Annahme der Einheitlichen Europäischen Akte | 2.461.790   | 44,1          | 69,9                     | 30,1                    | |
| 18. Juni 1992                      | Irland                  | Europa: Annahme des Vertrages von Maastricht | 2.542.840   | 57,3          | 69,1                     | 30,9                    | |
| 25. Nov. 1992                      | Irland                  | Gesellschaftspolitik: Beschränkung des Abtreibungsrechts | 2.542.841   | 68,2          | 34,6                     | 65,4                    | |
| 25. Nov. 1992                      | Irland                  | Gesellschaftspolitik: Bestätigung, dass das Lebensrecht des Ungeborenen (1983) die (abtreibungsbezogene) Reisefreiheit nicht einschränkt                                          | 2.542.841   | 68,2          | 62,4                     | 37,6                    | |
| 25. Nov. 1992                      | Irland                  | Gesellschaftspolitik: Bestätigung, dass das Lebensrecht des Ungeborenen (1983) die (abtreibungsbezogene) Informationsfreiheit nicht einschränkt                                   | 2.542.841   | 68,1          | 59,9                     | 40,1                    | |
| 24. Nov. 1995                      | Irland                  | Gesellschaftspolitik: Legalisierung der Abtreibung | 2.628.834   | 62,2          | 50,3                     | 49,7                    | |
| 24. Nov. 1995                      | Irland                  | Europa: Annahme des Amsterdamer Vertrages | 2.747.088   | 56,2          | 61,7                     | 38,3                    | |
| 25. Nov. 1996                      | Irland                  | Gesellschaftspolitik: Größere Rechte der Justiz, Kautionen abzulehnen | 2.659.895   | 29,2          | 74,7                     | 25,2                    | |
| 30. Okt. 1997                      | Irland                  | Staatseinrichtung: Geringe Abweichung der Regel, dass Diskussionen des Kabinetts für immer vertraulich bleiben müssen                                                             | 2.688.316   | 47,2          | 52,6                     | 47,4                    | |
| 22. Mai 1998                       | Irland                  | Staatseinrichtung: Annahme des Karfreitagsabkommens | 2.747.088   | 56,3          | 94,4                     | 5,6                     | |
| 11. Juni 1999                      | Irland                  | Staatseinrichtung: Verfassungsmäßige Anerkennung der Rolle von Kommunalregierungen und Konkretisierung, dass Kommunalwahlen mindestens alle fünf Jahre stattfinden müssen         | 2.791.415   | 51,1          | 77,8                     | 22,2                    | |
| 9. Juni 2001                       | Irland                  | Verfassung: Verbot der Todesstrafe und Streichung der Bezüge in der Verfassung | 2.867.960   | 34,8          | 62,1                     | 37,9                    | |
| 9. Juni 2001                       | Irland                  | Außenpolitik: Annahme des Internationalen Strafgerichtshofs | 2.867.960   | 34,8          | 64,2                     | 35,8                    | |
| 9. Juni 2001                       | Irland                  | Europa: Annahme des Vertrages von Nizza | 2.867.960   | 34,8          | 46,1/53,9                |                         | |
| 25. März 2002                      | Irland                  | Gesellschaftspolitik: Einschränkung der Möglichkeiten abzutreiben | 2.923.918   | 42,9          | 49,6                     | 50,4                    | |
| 19. Okt. 2002                      | Irland                  | Europa: Annahme des Vertrages von Nizza | 2.923.918   | 49,5          | 62,9                     | 37,1                    | |
| 11. Juni 2004                      | Irland                  | Staatseinrichtung: Abschaffung des automatischen Erwerbs der Staatsbürgerschaft bei Geburt auf der irischen Insel                                                                 | 3.041.688   | 59,9          | 79,2                     | 20,8                    | |
| 12. Juni 2008                      | Irland                  | Europa: Verfassungsänderung, um die Annahme des Lissabonner Vertrages zu ermöglichen                                                                                              |             | 53,1          | 46,6                     | 53,4                    | |
| 2. Okt. 2009                       | Irland                  | Europa: Verfassungsänderung, um die Annahme des Lissaboner Vertrages zu ermöglichen                                                                                               | 3.041.688   | 59,9          | 79,2                     | 20,8                    | |
| 22. Mai 2015                       | Irland                  | Verfassungsreferendum über die gleichgeschlechtliche Ehe | 3.206.151   | 60,52         | 62,07                    | 37,93                   | Zulassung der gleichgeschlechtlichen Ehe |
| 25. Mai 2018                       | Irland                  | Verfassungsänderung, das Abtreibungsverbot betreffend | 3.367.556   | 64,13         | 66,40                    | 33,60                   | Aufhebung des Verfassungsartikels zum Abtreibungsverbot                                                                                         |
| 28. Okt. 2018                      | Irland                  | Verfassungsänderung, das Verbot der Blasphemie betreffend | 3.401.652   | 43,79         | 64,85                    | 35,15                   | Aufhebung des Verfassungsartikels zum Verbot der Blasphemie                                                                                     |
| 11. Apr. 1908                      | Island                  | Gesellschaftspolitik: Importverbot für Alkohol | 11.726      |               | 60,1                     | 39,9                    | Gültige Stimmen: 8.068 |
| 21. Okt. 1916                      | Island                  | Gesellschaftspolitik: Einführung einer zivilen Dienstpflicht | 25.526      | 49,4          | 8,2                      | 91,8                    | |
| 19. Okt. 1918                      | Island                  | Unabhängigkeit: Annahme des dänisch-isländischen Unionsgesetzes | 31.143      | 50,5          | 92,6                     | 7,4                     | |
| 21. Okt. 1933                      | Island                  | Gesellschaftspolitik: Abschaffung des Importverbots für Alkohol | 62.122      | 45,3          | 57,7                     | 2,3                     | |
| 20. Mai 1944 bis 23. Mai 1944      | Island                  | Unabhängigkeit: Aufhebung des Unionsgesetzes von 1918 | 74.272      | 98,4          | 99,5                     | 0,5                     | Gemeinsam mit der Frage zur Verfassung |
| 20. Mai 1944 bis 23. Mai 1944      | Island                  | Verfassung: Annahme des Verfassungsentwurfes der Republik Island | 74.272      | 98,4          | 98,5                     | 1,5                     | Gemeinsam mit der Frage zur Aufhebung des Unionsgesetzes                                                                                        |
| 2. Juni 1946                       | Königreich Italien      | Staatseinrichtung: Monarchie oder Republik | 28.005.449  | 89,1          | 45,7                     | 54,3                    | Italien wurde Republik |
| 19. Mai 1991                       | Kroatien                | Unabhängigkeit von Jugoslawien | 3.652.225   | 83,6          | 95,7                     | 4,3                     | Kroatien schied aus dem jugoslawischen Staatsverbund aus                                                                                        |
| 22. Jan. 2012                      | Kroatien                | EU-Beitritt | 4.504.765   | 43,5          | 66,7                     | 33,3                    | Zustimmung zum EU-Beitritt |
| 1. Dez. 2013                       | Kroatien                | Verfassungsreferendum über die Definition der Ehe | 3.791.000   | 37,9          | 65,9                     | 33,5                    | Ehe nur als Lebensgemeinschaft zwischen Frau und Mann                                                                                           |
| 1. Sep. 1923, 2. Sep. 1923         | Lettland                | Gesellschaftspolitik: Übertragung von Kirchen | 963.257     | 21,4          | 99,7                     | 0,3                     | Ablehnung wegen zu geringer Beteiligung (unter 50 Prozent)                                                                                      |
| 24. Feb. 1934, 25. Feb. 1934       | Lettland                | Gesellschaftspolitik: Sozialversicherungen |             |               | 93,2                     | 6,8                     | Abgegebene Stimmen: 414.897. Ablehnung wegen zu geringer Beteiligung.                                                                           |
| 3. März 1991                       | Lettland                | Unabhängigkeit: Ob man für die demokratische und unabhängige Republik Lettland ist                                                                                                | 1.902.802   | 87,6          | 74,9                     | 25,1                    | |
| 3. Okt. 1998                       | Lettland                | Staatseinrichtung: Ob die in Lettland geborenen Kinder von Nichtstaatsangehörigen die Staatsbürgerschaft erhalten sollen                                                          | 1.341.873   | 69,2          | 46,1                     | 53,9                    | |
| 13. Nov. 1999                      | Lettland                | Gesellschaftspolitik: Gesetz über Renten | 1.354.099   | 25,1          | 94,6                     | 5,4                     | |
| 20. Sep. 2003                      | Lettland                | Europa: EU-Beitritt | 1.414.133   | 71,5          | 67,5                     | 32,5                    | Zustimmung zum EU-Beitritt |
| 9. Feb. 1991                       | Litauen                 | Unabhängigkeit: Unabhängigkeit der Republik Litauen | 2.652.738   | 84,7          | 93,2                     | 6,8                     | |
| 23. Mai 1992                       | Litauen                 | Staatseinrichtung: Wiederherstellung des Amtes des Präsidenten | 2.578.711   | 59,2          | 73,0                     | 27,0                    | Abgelehnt, da nur 41,0 Prozent der Stimmberechtigten mit Ja gestimmt hat                                                                        |
| 14. Juni 1992                      | Litauen                 | Außenpolitik: Rückzug der ehemals sowjetischen Truppen | 2.539.433   | 76,1          | 92,6                     | 7,4                     | |
| 25. Okt. 1992                      | Litauen                 | Verfassung: Annahme der neuen Verfassung | 2.549.952   | 75,3          | 78,2                     | 21,8                    | |
| 27. Aug. 1994                      | Litauen                 | Wirtschaft und Finanzen: über illegale Privatisierung und die Abwertung von Bankeinlagen                                                                                          | 2.428.105   | 36,9          | 89,0                     | 11,0                    | Es lagen acht Fragen zur Abstimmung vor, die Daten beziehen sich auf die erste.                                                                 |
| 20. Okt. 1996                      | Litauen                 | Staatseinrichtung: Verfassungsänderung über die Herabsenkung der Zahl der Parlamentsabgeordneten                                                                                  | 2.597.530   | 52,1          | 77,9                     | 21,1                    | Erste Frage |
| 20. Okt. 1996                      | Litauen                 | Staatseinrichtung: Verfassungsänderung über das Datum der Parlamentswahl | 2.597.530   | 52,1          | 76,2                     | 22,4                    | Zweite Frage |
| 10. Nov. 1996                      | Litauen                 | Staatseinrichtung: Verfassungsänderung über die Zuwendung von mindestens 50 Prozent der Staatseinnahmen für soziale Zwecke                                                        | 2.597.530   | 52,1          | 76,1                     | 22,8                    | Dritte Frage |
| 10. Mai 2003, 11. Mai 2003         | Litauen                 | Europa: EU-Beitritt | 2.638.886   | 63,4          | 91,1                     | 8,9                     | Zustimmung zum EU-Beitritt |
| 12. Okt. 2008                      | Litauen                 | Frage des Weiterbetriebs des Kernkraftwerkes Ignalina | 2.696.090   | 48,4          | 91,4                     | 8,6                     | |
| 28. Sep. 1919                      | Luxemburg               | Staatseinrichtung: Staatsform (Republik oder Monarchie) | 126,193     | 72,1          | 77,8 / 1,5 / 1,0 / 19,7  |                         | Mehrheit stimmt für Monarchie unter der regierenden Großherzogin Charlotte                                                                      |
| 28. Sep. 1919                      | Luxemburg               | Wirtschaft und Finanzen: Wirtschaftsunion mit Belgien oder Frankreich | 126,193     | 72,1          | 73,0                     | 27,0                    | Mehrheit stimmt für Wirtschaftsunion mit Frankreich (später nicht umgesetzt aufgrund französischer Ablehnung)                                   |
| 6. Juni 1937                       | Luxemburg               | Staatseinrichtung: loi d’ordre über die Auflösung der kommunistischen Partei und anderer gewaltbereiter Verfassungsfeinde                                                         | 153.486     |               | 49,3                     | 50,7                    | Gültige Stimmen: 142.671 |
| 10. Juli 2005                      | Luxemburg               | Europa: Abstimmung über die den Vertrag für eine Verfassung Europas | 245.092     | 90,4          | 56,5                     | 43,5                    | Annahme des Vertragswerks |
| 7. Juni 2015                       | Luxemburg               | Europa: Referendum zum Ausländerwahlrecht, Senkung des Wahlalters, Amtszeitbegrenzung von Ministern                                                                               | 220.717     | 86,8          | 19,1 – 30,1              | 69,9 – 80,9             | Ablehnung aller drei Gesetzesvorschläge (die drei Fragen konnten separat beantwortet werden)                                                    |
| 1870                               | Malta                   | Staatseinrichtung: Ob Geistliche in den Regierungsrat berufen werden dürfen | 2.464       | 59,8          | 96,0                     | 4,0                     | |
| 11. Feb. 1956, 12. Feb. 1956       | Malta                   | Unabhängigkeit: Frage über die Neudefinition der Beziehungen zwischen Malta und Großbritannien                                                                                    | 152.783     | 59,1          | 77,0                     | 23,0                    | |
| 2. Mai 1964 bis 4. Mai 1964        | Malta                   | Unabhängigkeit: Annahme der von der Regierung vorgestellten Verfassung | 162.743     | 79,7          | 54,5                     | 45,5                    | |
| 8. März 2003                       | Malta                   | Europa: EU-Beitritt | 297.881     | 90,9          | 53,6                     | 46,4                    | Zustimmung zum EU-Beitritt |
| 29. Mai 2011                       | Malta                   | Gesellschaftspolitik: Ermöglichung der Ehescheidung | 304.000     |               | 53,2                     |                         | Nicht bindend, aber die Regierung respektierte das Ergebnis.                                                                                    |
| 8. Sep. 1991                       | Mazedonien              | Unabhängigkeit | 1.495.807   | 75,7          | 96,4                     | 3,6                     | |
| 7. Nov. 2004                       | Mazedonien              | Änderung der Verwaltungsgrenzen | 1.709.536   | 26,6          | 95,1                     | 4,9                     | Das konsultative Referendum war aufgrund zu geringer Beteiligung ungültig.                                                                      |
| 30. Sep. 2018                      | Mazedonien              | Änderung des Staatsnamens | 1.806.336   | 36,9          | 94,2                     | 5,8                     | Das konsultative Referendum war aufgrund zu geringer Beteiligung ungültig.                                                                      |
| 6. März 1994                       | Moldau                  | Unabhängigkeit | 2.47.964    | 75,1          | 97,9                     | 2,1                     | Konsultatives Referendum |
| 23. Mai 1999                       | Moldau                  | Staatseinrichtung: Einführung eines Präsidialsystems | 2.382.457   | 58,3          | 64,2                     | 35,8                    | Konsultatives Referendum |
| 20. Okt. 2024                      | Moldau                  | Verfassungsänderung zur Festschreibung des Ziels des EU-Beitritts | 1.531.392   | 50,7          | 50,4                     | 49,6                    | Verfassungsreferendum |
| 21. Mai 2006                       | Montenegro              | Unabhängigkeit | 484.718     | 86,5          | 55,5                     | 44,5                    | Eine Mehrheit stimmte für die Unabhängigkeit, d. h. die Auflösung des staatlichen Verbunds mit Serbien.                                         |
| 1. Juni 2005                       | Niederlande             | Europa: Annahme des europäischen Verfassungsentwurfs | 12.172.740  | 63,3          | 38,5                     | 61,5                    | Ablehnung des Gesetzesentwurfs zur Europäischen Verfassung                                                                                      |
| 6. Apr. 2016                       | Niederlande             | Europa: Assoziierungsabkommen zwischen der EU und der Ukraine | 12.862.658  | 32,3          | 38,2                     | 61,0                    | Nicht bindend |
| 21. März 2018                      | Niederlande             | Gesellschaftspolitik: Gesetz über die Nachrichten- und Sicherheitsdienste 2017 | 13.064.932  | 51,5          | 46,5                     | 49,4                    | Nicht bindend |
| 13. Aug. 1905                      | Norwegen                | Unabhängigkeit: Ob die Union mit Schweden aufgelöst werden soll, nach Parlamentsbeschluss mit einfacher Mehrheit                                                                  | 435.376     | 85,4          | 100,0                    | 0,0                     | |
| 12. Nov. 1905, 13. Nov. 1905       | Norwegen                | Staatseinrichtung: Prinz Karl von Dänemark als norwegischer König | 439.748     | 75,3          | 78,9                     | 21,1                    | |
| 5. Okt. 1919, 6. Oktober 1919      | Norwegen                | Gesellschaftspolitik: Prohibition von Alkohol | 1.198.522   | 66,5          | 61,6                     | 38,4                    | |
| 18. Okt. 1926                      | Norwegen                | Gesellschaftspolitik: Aufrechterhaltung der Prohibition | 1.482.724   | 64,8          | 44,3                     | 55,7                    | |
| 24. Sep. 1972, 25. Sep. 1972       | Norwegen                | Europa: EWG-Beitritt | 2.645.349   | 79,2          | 46,5                     | 53,5                    | Mehrheitlich abgelehnt |
| 27. Nov. 1994, 28. Nov. 1994       | Norwegen                | Europa: EU-Beitritt | 3.266.064   | 89,0          | 47,8                     | 52,2                    | Ablehnung des EU-Beitritts |
| 5. Nov. 1978                       | Österreich              | Wirtschaft und Finanzen: Inbetriebnahme Kernkraftwerk Zwentendorf | 5.083.779   | 64,1          | 49,5                     | 50,5                    | Das Kraftwerk ging nie in Betrieb. |
| 12. Juni 1994                      | Österreich              | Europa: EU-Beitritt | 5,790.578   | 82,3          | 66,6                     | 33,4                    | Zustimmung zum EU-Beitritt. Beitritt erfolgte im Jahr darauf, zusammen mit Schweden und Finnland                                                |
| 30. Juni 1946                      | Polen                   | Staatseinrichtung: Abschaffung des Senats | 13.160.451  | 90,1          | 68,0                     | 32,0                    | Erste Frage |
| 30. Juni 1946                      | Polen                   | Gesellschaftspolitik: Erhalt der Bodenreform und der Verstaatlichung der Wirtschaft                                                                                               | 13.160.451  | 90,1          | 77,2                     | 22,8                    | Zweite Frage |
| 30. Juni 1946                      | Polen                   | Territorium: Für die Verfestigung der polnischen Westgrenzen an Oder und Neisse                                                                                                   | 13.160.451  | 90,1          | 91,4                     | 8,6                     | Dritte Frage |
| 29. Nov. 1987                      | Polen                   | Wirtschaft und Finanzen: Für die Unterstützung radikaler Wirtschaftsreformen | 26.201.169  | 67,3          | 70,5                     | 29,5                    | Erste Frage. Nicht bindendes Resultat, da nur 44,4 Prozent der Stimmberechtigten mit Ja stimmten                                                |
| 29. Nov. 1987                      | Polen                   | Staatseinrichtung: Für eine tiefe Demokratisierung des politischen Lebens | 26.201.169  | 67,3          | 73,7                     | 26,3                    | Zweite Frage. Nicht bindendes Resultat, da nur 46,3 Prozent der Stimmberechtigten mit Ja stimmten                                               |
| 18. Feb. 1996                      | Polen                   | Wirtschaft und Finanzen: Allgemeine Eigentumsrückgabe | 26.201.169  | 67,3          | 73,7                     | 26,3                    | Nicht bindend |
| 18. Feb. 1996                      | Polen                   | Wirtschaft und Finanzen: Ob Pensionsansprüche von Staatsbeamten mit den Einkünften aus Privatisierungen bezahlt werden sollen                                                     | 28.009.715  | 32,4          | 95,1                     | 4,9                     | Erste Frage |
| 18. Feb. 1996                      | Polen                   | Wirtschaft und Finanzen: Ob ein Teil der Erlöse aus der Privatisierung in öffentliche Pensionsfonds gelangen soll                                                                 | 28.009.715  | 32,4          | 96,0                     | 4,0                     | Zweite Frage |
| 18. Feb. 1996                      | Polen                   | Wirtschaft und Finanzen: Ob der Wert von Aktien des Nationalen Investitionsfonds erhöht werden soll                                                                               | 28.009.715  | 32,4          | 23,2                     | 76,8                    | Dritte Frage |
| 18. Feb. 1996                      | Polen                   | Wirtschaft und Finanzen: Ob Privatisierungsanleihen im Programm für Eigentumsrückgabe verwendet werden sollen                                                                     | 28.009.715  | 32,4          | 91,3                     | 8,7                     | Vierte Frage |
| 25. Mai 1997                       | Polen                   | Verfassung | 28.319.650  | 42,9          | 53,5                     | 46,5                    | |
| 7. Juni 2003, 8. Juni 2003         | Polen                   | Europa: EU-Beitritt | 29.864.969  | 58,9          | 77,6                     | 22,6                    | Zustimmung zum EU-Beitritt |
| 6. Sep. 2015                       | Polen                   | Verfassung, Steuerrecht: 3 Fragen zu Mehrheitswahlrecht, Parteienfinanzierung, Steuerrecht                                                                                        | 30.565.826  | 7,8           | zwischen 17,4 und 94,5 % | zwischen 5,5 und 82,6 % | wegen zu geringer Beteiligung ungültig |
| 19. März 1933                      | Portugal                | Verfassung: Annahme einer neuen Verfassung | 1.330.258   | 97,7          | 99,5                     | 0,5                     | |
| 28. Juni 1998                      | Portugal                | Gesellschaftspolitik: Liberalisierung des Abtreibungsrechts | 8.496.089   | 31,9          | 49,1                     | 50,9                    | |
| 8. Nov. 1998                       | Portugal                | Staatseinrichtung: Regionalisierung des portugiesischen Festlands | 8,640.026   | 48,1          | 36,5                     | 63,5                    | |
| 11. Feb. 2007                      | Portugal                | Gesellschaftspolitik: Liberalisierung des Schwangerschaftsrechts (Legalisierung innerhalb der ersten zehn Wochen)                                                                 | 8.814.016   | 43,6          | 59,3                     | 40,7                    | |
| 8. Dez. 1991                       | Rumänien                | Verfassung |             |               | 79,1                     | 20,9                    | 10.948.468 Stimmen abgegeben |
| 18. Okt. 2003                      | Rumänien                | Verfassung: Verfassungsreform | 17.842.103  | 55,7          | 91,1                     | 0,9                     | |
| 19. Mai 2007                       | Rumänien                | Staatseinrichtung: Abwahl des aktuellen Präsidenten | 18.301.309  | 44,5          | 24,9                     | 75,1                    | |
| 22. Nov. 2009                      | Rumänien                | Staatseinrichtung: Einführung eines Einkammersystems | 18.293.277  | 51,0          | 77,8                     | 22,2                    | |
| 22. Nov. 2009                      | Rumänien                | Staatseinrichtung: Verkleinerung der Parlamentssitze auf 300 | 18.293.277  | 51,0          | 88,8                     | 11,2                    | |
| 25. Juli 1982                      | San Marino              | Gesellschaftspolitik: Ob eine san-marinesische Frau, die einen Ausländer heiratet, nicht mehr die Staatsangehörigkeit verlieren soll                                              | 21.004      | 69,8          | 42,7                     | 57,3                    | |
| 22. Sep. 1996                      | San Marino              | Staatseinrichtung: Ob der Staat nicht mehr Reisen zu den Wahlen in San Marino bezahlen soll                                                                                       | 29.729      | 64,8          | 60,5                     | 39,5                    | |
| 22. Sep. 1996                      | San Marino              | Staatseinrichtung: Ob der Wähler bis zu drei Kandidaten einer Liste auswählen dürfen soll                                                                                         | 29.729      | 64,7          | 62,8                     | 37,2                    | |
| 22. Sep. 1996                      | San Marino              | Staatseinrichtung: Ob der Wähler maximal drei Kandidaten einer Liste auswählen dürfen soll                                                                                        | 29.729      | 64,7          | 65,0                     | 35,0                    | |
| 22. Sep. 1996                      | San Marino              | Staatseinrichtung: Ob es Institutionen und Einzelpersonen verboten sein soll, Wählern die Reise und den Aufenthalt zu Wahlen zu bezahlen, und ob die Strafen erhöht werden sollen | 29.729      | 64,7          | 60,9                     | 39,1                    | |
| 26. Okt. 1997                      | San Marino              | Staatseinrichtung: Ob Firmen, die mit Immobilien handeln, nur als Aktiengesellschaft existieren dürfen sollen                                                                     | 29.932      | 46,4          | 88,1                     | 11,9                    | |
| 3. Juli 2006                       | Serbien                 | Verfassung | 6.639.385   | 54,9          | 97,3                     | 2,7                     | |
| 27. Aug. 1922                      | Schweden                | Gesellschaftspolitik: Einführung der Alkohol-Prohibition | 3,302.483   | 55,1          | 49,0                     | 51,0                    | |
| 16. Okt. 1955                      | Schweden                | Gesellschaftspolitik: Einführung des Rechtsverkehrs | 4,866.100   | 53,2          | 15,5                     | 82,9                    | |
| 13. Okt. 1957                      | Schweden                | Wirtschaft und Finanzen: Reform des Rentensystems | 4.907.701   | 72,4          | 45,8 / 15,0 / 35,3       |                         | drei Vorschläge |
| 23. März 1980                      | Schweden                | Wirtschaft und Finanzen: Kernenergie | 6.321.165   | 75,6          | 18,9 / 39,1 / 38,7       |                         | drei Vorschläge |
| 13. Nov. 1994                      | Schweden                | Europa: EU-Beitritt | 6.510.055   | 83,3          | 52,3                     | 46,8                    | Zustimmung zum EU-Beitritt |
| 14. Sep. 2003                      | Schweden                | Europa: Einführung des Euro | 7.077.502   | 82,6          | 42,0                     | 55,9                    | Einführung des Euro abgelehnt |
| 22. Okt. 1994                      | Slowakei                | Wirtschaft und Finanzen: Offenlegung von Finanztransaktionen bei der Privatisierung                                                                                               | 3.874.407   | 20,0          | 95,9                     | 4,1                     | Ungültig wegen niedrigen Wahlaufkommens |
| 23. Mai 1997, 24. Mai 1997         | Slowakei                | Staatseinrichtung und Außenpolitik: Direktwahl des Präsidenten und NATO-Beitritt                                                                                                  | 3.362.812   | 9,5           |                          |                         | Von der Zentralen Kommission für Referenden als vereitelt erklärt, da das Innenministerium nicht genügend korrekte Stimmzettel verteilen konnte |
| 25. Sep. 1998, 26. Sep.1998        | Slowakei                | Wirtschaft und Finanzen: Verbot der Privatisierung von strategisch bedeutsamen Staatsbetrieben                                                                                    | 3.930.370   | 44,1          | 84,3                     | 15,7                    | Ungültig wegen niedrigen Stimmaufkommens |
| 11. Nov. 2000                      | Slowakei                | Staatseinrichtung: Neuwahlen | 4.085.172   | 20,0          | 95,1                     | 4,9                     | Ungültig wegen niedrigen Stimmaufkommens |
| 16. Mai 2003, 17. Mai 2003         | Slowakei                | Europa: EU-Beitritt | 4.174.097   | 52,1          | 93,7                     | 6,3                     | Zustimmung zum EU-Beitritt |
| 3. Apr. 2004                       | Slowakei                | Staatseinrichtung: Neuwahlen | 4.193.347   | 35,9          | 87,9                     | 12,1                    | Ungültig wegen niedrigen Stimmaufkommens |
| 18. Sep. 2010                      | Slowakei                | Staatseinrichtung: sechs Vorschläge, zum Beispiel die Verringerung der Abgeordnetenzahl                                                                                           |             | 23,0          |                          |                         | Ungültig wegen niedrigen Stimmaufkommens |
| 23. Dez. 1990                      | Slowenien               | Unabhängigkeit | 1.496.860   | 90,8          | 95,7                     | 4,3                     | |
| 8. Dez. 1996                       | Slowenien               | Staatseinrichtung: Verhältniswahlsystem | 1.537.529   | 37,9          | 15,9                     | 45,0                    | Erste Frage, gegen alle Vorschläge: 4,6 |
| 8. Dez. 1996                       | Slowenien               | Staatseinrichtung: Wahlsystem mit ausgleichendem Faktor | 1.537.529   | 37,9          | 15,9                     | 45,0                    | Erste Frage, gegen alle Vorschläge: 4,6 |
| 8. Dez. 1996                       | Slowenien               | Staatseinrichtung: Mehrheitswahlsystem in zwei Runden | 1.537.529   | 37,9          | 49,3                     | 26,5                    | Zweite Frage, gegen alle Vorschläge: 4,6 |
| 8. Dez. 1996                       | Slowenien               | Staatseinrichtung: Verhältniswahlsystem | 1.537.529   | 37,9          | 49,3                     | 26,5                    | Dritte Frage, gegen alle Vorschläge: 4,6 |
| 10. Jan. 1999                      | Slowenien               | Wirtschaft und Finanzen: Bau eines Kohlekraftwerks | 1.564.154   | 27,3          | 20,2                     | 79,8                    | |
| 17. Juni 2001                      | Slowenien               | Gesellschaftspolitik: Bewilligung künstlicher Befruchtung für unverheiratete Frauen                                                                                               | 1.592.650   | 35,7          | 26,7                     | 73,3                    | |
| 19. Jan. 2003                      | Slowenien               | Wirtschaft und Finanzen: Ob die Bahn bei der Privatisierung einheitlich bleiben soll                                                                                              | 1.610.180   | 31,1          | 48,1                     | 51,9                    | |
| 19. Jan. 2003                      | Slowenien               | Wirtschaft und Finanzen: Rückzahlung von Kabelfernsehgebühren | 1.610.180   | 31,2          | 77,6                     | 22,4                    | |
| 23. März 2003                      | Slowenien               | Europa: EU-Beitritt | 1.613.272   | 60,4          | 89,6                     | 10,4                    | Zustimmung zum EU-Beitritt |
| 23. März 2003                      | Slowenien               | Außenpolitik: NATO-Beitritt | 1.613.272   | 60,4          | 66,1                     | 33,9                    | Zustimmung zum NATO-Beitritt |
| 21. Sep. 2003                      | Slowenien               | Wirtschaft und Finanzen: Begrenzung von verkaufsoffenen Sonntagen auf zehn Tage im Jahr                                                                                           | 1.618.964   | 27,5          | 58,0                     | 42,0                    | |
| 4. Apr. 2004                       | Slowenien               | Staatseinrichtung: volle Bürgerrechte für die "Gelöschten" | 1.626.910   | 31,5          | 4,0                      | 96,0                    | |
| 25. Sep. 2005                      | Slowenien               | Staatseinrichtung: Ausweitung politischer Kontrolle über den Staatsrundfunk | 1.644.270   | 30,7          | 50,7                     | 49,3                    | |
| 11. Nov. 2007                      | Slowenien               | Wirtschaft und Finanzen: Privatisierung des größten Versicherers des Landes | 1.720.152   | 57,9          | 28,9                     | 71,1                    | |
| 22. Apr. 2008                      | Slowenien               | Staatseinrichtung: Regionalisierung des Landes | 1.692.600   |               |                          |                         | In 12 der 13 vorgeschlagenen Provinzen stimmten die Wähler mit Ja                                                                               |
| 15. Dez. 1976                      | Spanien                 | Staatseinrichtung: Über das Gesetz für politische Reform zum Übergang zur parlamentarischen Demokratie                                                                            | 22.644.290  | 77,7          | 97,4                     | 2,6                     | |
| 6. Dez. 1978                       | Spanien                 | Verfassung: Annahme der Verfassung von 1978 | 26.632.180  | 67,1          | 91,8                     | 8,2                     | |
| 12. März 1986                      | Spanien                 | Außenpolitik: NATO-Beitritt | 29.025.494  | 59,4          | 56,9                     | 43,1                    | |
| 20. Feb. 2005                      | Spanien                 | Europa: Annahme des europäischen Verfassungsentwurfs | 34.692.491  | 41,8          | 81,8                     | 18,2                    | Zustimmung zum Verfassungsentwurf |
| 13. Juni 2003, 14. Juni 2003       | Tschechien              | Europa: EU-Beitritt | 8.259.525   | 55,2          | 77,3                     | 22,7                    | Zustimmung zum EU-Beitritt |
| 17. März 1991                      | Ukraine                 | Unabhängigkeit: Über die Weiterführung einer erneuerten Sowjetunion | 37.732.178  | 83,5          | 71,5                     | 28,5                    | |
| 17. März 1991                      | Ukraine                 | Unabhängigkeit: Über die Angehörigkeit einer souveränen Ukraine zu einer Union unabhängiger Sowjetstaaten                                                                         | 37.689.767  | 83,5          | 81,7                     | 18,3                    | |
| 1. Dez. 1991                       | Ukraine                 | Unabhängigkeit: Annahme des Unabhängigkeitsgesetzes des Parlamentes vom 24. August 1991                                                                                           | 37.885.555  | 84,2          | 92,3                     | 7,7                     | Annahme in allen Regionen des Landes |
| 16. Apr. 2000                      | Ukraine                 | Staatseinrichtung: Stärkung der Rechte des Präsidenten | 36.629.926  | 81,1          | 85,9                     | 14,1                    | Erste Frage |
| 16. Apr. 2000                      | Ukraine                 | Staatseinrichtung: Begrenzung der Immunität von Abgeordneten | 36.629.926  | 81,1          | 90,2                     | 9,8                     | Zweite Frage |
| 16. Apr. 2000                      | Ukraine                 | Staatseinrichtung: Verkleinerung des Parlamentes von 450 auf 300 Abgeordnete | 36.629.926  | 81,1          | 91,1                     | 8,9                     | Dritte Frage |
| 16. Apr. 2000                      | Ukraine                 | Staatseinrichtung: Einrichtung eines Zweikammersystems | 36.629.926  | 81,1          | 82,9                     | 17,1                    | Vierte Frage |
| 26. Nov. 1989                      | Ungarn                  | Staatseinrichtung: Ob der Präsident nach den Parlamentswahlen gewählt werden soll                                                                                                 | 7.799.059   | 58,0          | 50,1                     | 49,9                    | Erste Frage |
| 26. Nov. 1989                      | Ungarn                  | Staatseinrichtung: Ob kommunistische Parteiorganisationen von den Arbeitsplätzen zurückgezogen werden sollen                                                                      | 7.799.059   | 58,0          | 95,1                     | 4,9                     | Zweite Frage |
| 26. Nov. 1989                      | Ungarn                  | Staatseinrichtung: Ob die ehemalige Staatspartei MSZMP für ihre Eigentümer Rechenschaft ablegen soll                                                                              | 7.799.059   | 58,0          | 95,4                     | 4,6                     | Dritte Frage |
| 26. Nov. 1989                      | Ungarn                  | Staatseinrichtung: Ob die paramilitärische Organisation der MSZMP aufgelöst werden soll                                                                                           | 7.799.059   | 58,0          | 94,9                     | 5,1                     | Vierte Frage |
| 29. Juli 1990                      | Ungarn                  | Staatseinrichtung: Einführung der Direktwahl des Präsidenten | 7.820.161   | 14,0          | 85,9                     | 14,1                    | Ungültig wegen der geringen Teilnahme |
| 16. Nov. 1997                      | Ungarn                  | Außenpolitik: Beitritt zur NATO | 8.059.039   | 49,2          | 85,3                     | 14,7                    | |
| 12. Apr. 2003                      | Ungarn                  | Europa: EU-Beitritt | 8.042.272   | 45,6          | 83,8                     | 16,2                    | Zustimmung zum EU-Beitritt |
| 5. Dez. 2004                       | Ungarn                  | Ablehnung der Privatisierung von Krankenhäusern | 8.048.737   | 37,5          | 65,0                     | 35,0                    | Erste Frage |
| 5. Dez. 2004                       | Ungarn                  | Staatsbürgerschaft für ethnische Ungarn, die im Ausland wohnen und eine ausländische Staatsangehörigkeit haben                                                                    | 8.048.737   | 37,5          | 51,6                     | 48,4                    | Zweite Frage |
| 9. März 2008                       | Ungarn                  | Ob stationäre Pflege von den Tagessätzen im Krankenhaus ausgenommen werden soll                                                                                                   | 8.040.125   | 50,5          | 84,1                     | 15,9                    | Erste Frage |
| 9. März 2008                       | Ungarn                  | Ob Hausarztbehandlung, Zahnarztbehandlung und besondere häusliche Pflege von den Konsultationsbeiträgen ausgenommen werden sollen                                                 | 8.040.125   | 50,5          | 82,4                     | 17,6                    | Zweite Frage |
| 9. März 2008                       | Ungarn                  | Ausnahme von Schülern in staatlicher höherer Bildung von Unterrichtsgebühren | 8.040.125   | 50,5          | 82,2                     | 17,8                    | Dritte Frage |
| 2. Okt. 2016                       | Ungarn                  | Referendum über EU-Flüchtlingsquoten | 8.272.625   | 44,3          | 1,7                      | 98,3                    | wegen zu geringer Beteiligung ungültig |
| 14. Mai 1995                       | Belarus                 | Gesellschaftspolitik: Gleichberechtigung des Russischen mit dem Weißrussischen | 7.445.820   | 64,8          | 86,8                     | 13,2                    | Erste Frage |
| 14. Mai 1995                       | Belarus                 | Staatseinrichtung: neue nationale Symbole | 7.445.820   | 64,8          | 78,6                     | 21,4                    | Zweite Frage |
| 17. Okt. 2004                      | Belarus                 | Staatseinrichtung: Ob der Präsident mehr als zwei Amtsperioden wählbar sein soll                                                                                                  | 6.986.163   | 90,3          | 88,9                     | 11,1                    | |
| 24. Apr. 2004                      | Zypern                  | Staatseinrichtung: Wiedervereinigung der beiden Inselteile, Annahme des Annan-Plans                                                                                               | 480.165     | 89,3          | 24,2                     | 75,8                    | |